# Jan Woźniak (samorządowiec)
Jan Franciszek Woźniak (ur. 26 maja 1953 w Głubczycach) – polski samorządowiec, naczelnik i burmistrz gminy Otmuchów w latach 1983–1990, 1994–1998 oraz 2002-2024.

## Życiorys
W latach 1983–1990 piastował stanowisko naczelnika gminy Otmuchów. W 1994 został wybrany na burmistrza gminy miejsko-wiejskiej Otmuchów. W 1998 roku bezskutecznie starał się o reelekcję na to stanowisko. Ponownie wybrany na burmistrza w roku 2002. Uzyskiwał skuteczne reelekcje w latach: 2006, 2010, 2014, 2018. Został delegatem polskiej strony Parlamentu Euroregionu Pradziad z siedzibą w Prudniku.
Należy do Sojuszu Lewicy Demokratycznej. W 2019 r. został zaprezentowany jako kandydat Sojuszu Lewicy Demokratycznej na senatora w okręgu wyborczym nr 51. W wyborach uzyskał 35,04% głosów, zajmując drugie miejsce, nie uzyskał mandatu senatora.